# Govert Steen
Govert Steen (Apeldoorn, 12 maart 1917 - Octeville-sur-Mer, 5 juni 1942) was Engelandvaarder en jachtvlieger tijdens de Tweede Wereldoorlog.
Steen was een van de waarschijnlijk ruim 400 Nederlanders die tijdens de Tweede Wereldoorlog in de RAF dienden en een van de 234 die de oorlog niet overleefden of nadien vermist werden. Net als 196 daarvan verongelukte hij tijdens een vlucht. Er werden 25 van hen gevangengenomen, waarvan 22 hun kamp overleefden.
Al direct na de capitulatie probeerde Steen een manier te bedenken om naar Engeland te gaan. In april 1941 kreeg hij een baan bij Fokker.
In de nacht van 5 op 6 mei 1941 heeft Govert Steen samen met Fokker technicus Wijbert Lindeman van de Duitsers een Fokker T.VIIIw gestolen die in de Minervahaven bij het IJ in Amsterdam dreef. Als passagiers namen zij luitenant Jan Beelaerts van Blokland en verzetsman Wim Boomsma mee. Nadat de piloot, die nog nooit een watervliegtuig had gevlogen, het vliegtuig had kunnen starten en ze het anker hadden opgehaald, vlogen ze naar Engeland.
Jan Beelaerts had een kompas Bézard bij zich, maar dat kompas liet hen in dit metalen vliegtuig de verkeerde kant uitvliegen. Beelaerts moest dus op de sterren navigeren. Boven Engeland aangekomen werd het vliegtuig, dat voorzien was van hakenkruizen, door de Britse luchtafweer beschoten. Na een noodlanding werden ze door de kustwacht opgewacht, waarna ze later onder politiebegeleiding naar Londen werden gebracht. Daarna werd hij opgeleid tot Spitfirepiloot. In de periode van 7 februari 1942 t/m 5 juni 1942 maakte hij 78 gevechtsvluchten.
Steen is de enige Nederlander die in de eerste maanden van 1942 op RAF Westhampnett was gestationeerd. Hij maakte als enige Nederlander deel uit van 129 Squadron RAF op RAF Westhampnett. Anderen van deze squadron waren onder andere F./Lt. H.C.F. Bowman, P./O. E.S. Hall en S./Ldr. R.H. Thomas.
Op 5 juni 1942 vloog hij met zijn Spitfire Vb, serienr. BM639 ten Noorden van Le Havre en werd hij door een Duitse jager neergeschoten. Zijn lichaam is nooit gevonden.

## Herinnering
- Govert Steen werd aan de Rembrandtlaan in Apeldoorn geboren en woonde daar tot 1941. De laan werd in 1950 naar de naam van zijn geboortehuis Groenoord vernoemd.
- In het restaurant op Vliegveld Teuge heeft de KNVvL een groot glas-in-loodraam aangebracht waarmee vijf leden van hun vliegclub, die in de oorlog sneuvelden, herdacht worden. De andere vier namen zijn Rijklof van Goens, Hendriks Jansen, Roeland Jan Snellen en Jan Thijssen.
- Jan Hof schreef in 1980 een boek over deze ontsnapping: Niet schieten, we are Dutch.
- In 2006 schreef Rob Philips† een boek over het leven van Govert Steen - Steen, geschiedenis door Huize Groenoord.
- De in 2023 gebouwde Apeldoornse woonwijk Ugchelen Buiten heeft een Govert Steenstraat.

## Onderscheidingen
- Vliegerkruis op 16 oktober 1941[2][3] met gesp "2" op 22 april 1948[3][4]